# بيوض (غيزانية)
بيوض (بالفارسية: بیوض) هي منطقة سكنية وتقع في إيران في قسم غيزانية الريفي. يقدر عدد سكانها بـ 118 نسمة .